# Gary Bettman
Gary Bruce Bettman, född 2 juni 1952, är en amerikansk befattningshavare som är kommissarie (commissioner) för den nordamerikanska ishockeyligan National Hockey League (NHL), en post han har innehaft sedan 1 februari 1993. Bettman har tidigare haft en ledande roll i den nordamerikanska basketligan National Basketball Association (NBA) som bland annat chefsjurist och vicepresident.
Under hans ledning som kommissarie för NHL så har ligans intäkter vuxit från $400 miljoner säsong 1992-93 till över $3,3 miljarder säsong 2011-12.